# Morungaba
Morungaba – miasto i gmina w Brazylii, w stanie São Paulo. Znajduje się w mezoregionie Macro Metropolitana Paulista i mikroregionie Bragança Paulista. 
Administracyjnie należy do mezoregionu Macro Metropolitana Paulista oraz mikroregionu Bragança Paulista. Znajduje się około 100 km na północny zachód od São Paulo, stolicy stanu.Gmina zajmuje powierzchnię około 146 km², a jej populacja według danych z 2020 roku wynosiła około 13 781 mieszkańców (IBGE). Morungaba jest znana z malowniczych krajobrazów, pagórkowatego terenu i rozwiniętej agroturystyki. Region przyciąga również turystów z São Paulo i Campinas ze względu na czyste powietrze, ciszę oraz ofertę rekreacyjną – w tym szlaki piesze i rowerowe.Miasto posiada dobrze zachowaną architekturę kolonialną, a jego gospodarka opiera się głównie na rolnictwie, drobnej produkcji przemysłowej oraz usługach. W ostatnich latach władze lokalne rozwijają inicjatywy promujące ekoturystykę oraz produkty regionalne, takie jak słodycze domowej roboty, przetwory owocowe i rękodzieło.